# Pauline Clément
Pour les articles homonymes, voir Clément.
Pauline Clément est une actrice française née le 8 novembre 1986 à Évry. 
Elle est pensionnaire de la Comédie-Française et se produit au théâtre, au cinéma, à la télévision et sur le web. Elle est aussi connue pour sa participation au collectif d'humoristes Yes vous aime.

## Biographie

### Formation
Après une période d'échec scolaire lié à la dyslexie,, Pauline Clément explore différentes voies (la menuiserie, l'ébénisterie, l'esthétique) avant de découvrir sa passion : le théâtre et les cours d'improvisation. Elle suit les formations du cours Florent, du conservatoire du 8e arrondissement de Paris, de l’École du Studio-théâtre d'Asnières, puis intègre le Conservatoire national supérieur d'art dramatique de 2011 à 2014.

### Carrière
Elle est connue pour jouer des rôles divers, sur des registres différents et des plateformes très variées : la Comédie-Française, les sketchs satiriques et la mini-série Abonne-toi, de Yes vous aime sur YouTube. Elle commente ainsi ces choix d'une carrière atypique et décalée : « C'est vrai que ça me donne parfois l'impression de mener une double vie […] mais j'y trouve mon équilibre. À la Comédie-Française, on choisit les rôles pour moi, c'est orienté en fonction de ce que je peux jouer, même s'il s'agit de pièces très différentes les unes des autres, et parfois très modernes. Dans Yes, je suis plus libre, je peux créer des personnages. »

#### À la Comédie-Française
En 2015, Pauline Clément devient pensionnaire de la Comédie-Française. Elle joue dans Les Derniers Jours de l’humanité de Karl Kraus mis en scène par David Lescot en 2015. En 2016, elle joue Hélène dans Un chapeau de paille d’Italie d'Eugène Labiche mis en scène par Giorgio Barberio Corsetti. Elle joue également dans La Ronde d'Arthur Schnitzler (mis en scène par Anne Kessler).
Elle joue ensuite dans La Règle du jeu (sous la direction de Christiane Jatahy), dans L'Hôtel du libre-échange de Georges Feydeau (mis en scène par Isabelle Nanty) Elle interprète Hyacinte dans Les Fourberies de Scapin de Molière (mis en scène par Denis Podalydès).
En 2020, elle est nommée aux Molières dans la série « révélation féminine » pour son rôle dans La Puce à l'oreille de Feydeau, mis en scène par Lilo Baur.

#### Yes vous aime
Seule femme du groupe humoristique Yes vous aime depuis le départ de Louise Coldefy, Pauline Clément assume une sensibilité féministe dans l'écriture et l'interprétation de ses rôles.
Série
En 2022, elle crée la série Moitié-e-s : à chacun sa manière d’aimer pour Canal plus. La mini-série met en scène les quotidiens de couple très différents à travers 16 épisodes, (Pauline Clément joue dans chaque épisode).

#### Au cinéma
Côté cinéma, Pauline Clément participe au casting d'Amer et Partie fine, deux courts métrages de Guillaume Crémonèse et Bertrand Usclat, deux de ses comparses du collectif Yes vous aime. En 2016, elle fait une apparition au début du film Le Sens de la fête du duo Nakache & Toledano. En 2017, elle fait partie du casting de Lola et ses frères de Jean-Paul Rouve. En 2021, elle apparaît au casting de la comédie romantique Je te veux, moi non plus, dans le rôle de Lulu, une amie de Nina interprétée par Inès Reg. À l’affiche de Jumeaux mais pas trop, le 28 septembre au cinéma, l’actrice a retrouvé son acolyte Bertrand Usclat et collaboré pour la première fois avec l’humoriste Ahmed Sylla.
En 2024, elle est à l'affiche de Une fille au-dessus de tout, une comédie romantique de Jean-Luc Gaget et de Heureux gagnants de Maxime Govare et Romain Choay.
En 2025, elle est à l'affiche du film Vacances forcées de François Prévôt-Leygonie et Stephan Archinard. Pour le journaliste Ludovic Jaccard, l'actrice excelle dans son registre comique. 

## Filmographie

### Cinéma

#### Longs métrages
- 2016 : Le Sens de la fête d'Olivier Nakache et Éric Toledano : la femme du couple pour le mariage « inventif »
- 2017 : Lola et ses frères de Jean-Paul Rouve : Sarah, 3e femme de Benoît[20]
- 2019 : Hors normes d'Eric Toledano et Olivier Nakache : La femme du rendez vous arrangé
- 2020 : Les Blagues de Toto de Pascal Bourdiaux : Mlle Jolibois
- 2020 : Impionçable de Babor Lelefan : Amandiane
- 2021 : L'Origine du monde de Laurent Lafitte : Vendeuse magasin de photocopies
- 2021 : Je te veux, moi non plus de Rodolphe Lauga : Lulu, une amie de Nina
- 2021 : Les Fantasmes de David Foenkinos et Stéphane Foenkinos : Ismène
- 2022 : Menteur d'Olivier Baroux : Chloé
- 2022 : Maria rêve de Lauriane Escaffre et Yvo Muller : Charlotte
- 2022 : Jumeaux mais pas trop d'Olivier Ducray et Wilfried Méance : Noémie Vignon
- 2023 : Les Blagues de Toto 2 : Classe verte de Pascal Bourdiaux : Mlle Jolibois
- 2024 : Heureux Gagnants de Maxime Govare et Romain Choay : Julie
- 2025 : Vacances forcées de Stéphan Archinard et François Prévôt-Leygonie : Daphné

#### Court métrage
- 2020 : Mainstream

#### Doublage
- 2018 : Miraï, ma petite sœur de Mamoru Hosoda : Kun

### Télévision

#### Séries télévisées
- 2017 : Calls (saison 1 - Ép. 9)
- 2018 : Un entretien de Julien Patry : Alice
- 2018 : Broute
- 2018 : Dix pour cent (saison 3 - Ép. 6) : la responsable évènementiel
- 2019 : Abonne-toi
- 2021 : Fluide de Sarah Santamaria-Mertens, coscénarisé par Joseph Safieddine et Thomas Cadène : Emma (saison 1)
- 2021 : HPI (saison 1 - Ép. 6)
- 2022 : Moitié.e.s[21]
- 2023 : Knok, série de Guillaume Duhesme et Bastien Ughetto